# Anyphops gilli
Pour les articles homonymes, voir Gilli.
Espèce
Synonymes
- Selenops gilli Lawrence, 1940

Anyphops gilli est une espèce d'araignées aranéomorphes de la famille des Selenopidae.

## Distribution
Cette espèce est endémique d'Afrique du Sud. Elle se rencontre au KwaZulu-Natal et au Cap-Oriental.

## Description
Le mâle holotype mesure 6,8 mm.

## Publication originale
- Lawrence, 1940 :  The genus Selenops (Araneae) in South Africa. Annals of the South African Museum, vol. 32, p. 555-608 (texte intégral).